# リース・プレスコード
リース・プレスコード（英: Reece Prescod、りーすぷれすこーど、1996年2月29日 ‐ ）は、イギリスの陸上競技選手。専門は短距離。イギリス人10人目の10秒の壁突破者である。

## 経歴

### 2017年
イギリスのロンドンで行われた世界選手権の100ｍに出場。予選から好調で、大きく自己ベストを更新する10秒03で準決勝に進出した。準決勝は自己ベストに迫る10秒05で決勝に進出し、決勝では10秒17とタイムを落とし、7位に終わった。

### 2018年
8月7日から8月12日までドイツのベルリンで行われていたヨーロッパ陸上選手権の100ｍにイギリス代表として出場した。1着のザーネル・ヒューズに惜しくも敗れ2着に終わったが、9秒96を記録しイギリス人10人目の10秒の壁突破者となった。
2018IAAFダイヤモンドリーグ第13戦バーミンガム大会に出場し100ｍの予選2組で10秒12の3位で予選通過。決勝は−0.5ｍの条件下アメリカのクリスチャン・コールマンに次ぐ9秒94の同着で2位となった。

## 記録
- 100ｍ‐9秒93(−1.2ｍ)2022年5月31日
- 〃‐9秒88ｗ(＋2.4ｍ)2018年5月26日
- 200ｍ‐20秒38(＋0.4ｍ)2016年8月25日
- 60ｍ‐6秒61、2018年2月25日

## 主な戦績
- 世界選手権ロンドン‐100ｍ：7位
- ヨーロッパ選手権2018‐100ｍ：2位9秒96
- ダイヤモンドリーグバーミンガム2018‐100ｍ：2位9秒94(−0.5ｍ)